# Apodrassodes quilpuensis
Apodrassodes quilpuensis är en spindelart som först beskrevs av Simon 1902.  Apodrassodes quilpuensis ingår i släktet Apodrassodes och familjen plattbuksspindlar. Inga underarter finns listade i Catalogue of Life.